# 토드 카훈
토드 카훈(Todd Cahoon, 1973년 9월 15일 ~ )은 미국의 배우, 텔레비전 배우이다.
산호세에서 태어났다.

## 영화
- 리프트 미 업 (2015년)
- 프리줌드 데드 인 파라다이스 (2014년)
- 샤도우하트 (2009년) - 터그 #1 역
- 래더 49 (2004년)
- 언더 프레셔 (2000년)